# Рудня-Городецька
Рудня-Городецька — село в Україні, у Житомирському районі Житомирської області. Входить до складу Радомишльської міської громади. Населення становить 62 осіб.

## З історії
До 1954 року орган місцевого самоврядування — Мінінська сільська рада. До 2017 року — Ставецька сільська рада.